# Ministry of Sound
Ministry of Sound, MoS, är ett brittiskt företag som driver flera nattklubbar världen över och ger ut samlingsalbum med dancemusik.
Ministry of Sound startade 1991 som en nattklubb i Southwark i London. Det grundades av James Palumbo, Humphrey Waterhouse och DJ Justin Berkmann, och ägs än till stor del av Palumbo. Klubbens ursprungliga logotyp togs fram av Marc Woodhouse och Justin Berkmann. Namnet Ministry of Sound (’Ljudministeriet’) och logotypen togs för att efterlikna brittiska departement, som Storbritanniens försvarsministerium (Ministry of Defence).

## Verksamhet

### Nattklubbar
Den ursprungliga Ministry of Sound-klubben öppnade den 21 september 1991. Klubben stack ut på Londons nattklubbscen bland annat med två dansgolv som var öppna dygnet runt.
Sedan mitten av 2000-talet har flera försök gjorts att öppna franchiseklubbar, framför allt i Asien. Den mest framgångsrika av dem är Ministry of Sound Beach Club i Sekalla Hurghada i Egypten. Klubben turnerar även.

### Skivbolag
Ministry of Sound ger ut musik på sitt eget skivbolag, mestadels samlingsalbum med dance, house och trance. I januari 2006 köptes skivbolaget Hed Kandi från Guardian Media Group. 2008 startade Ministry of Sound etiketten Hard2Beat med Basshunters Now You're Gone som första singel.

### TV
I november 2006 startades Ministry of Sound TV, en IPTV-kanal med musik- och livsstilsprogram.

### Radio
1996 började Ministry of Sound producera radioprogrammet Ministry of Sound Dance Party, som, som mest, sändes på 40 radiokanaler världen över. I dag sänder Ministry of Sound såväl liveprogram som rena nonstopmusikkanaler.

### Elektronik
Ministry of Sound licenserar sitt namn och sin logotyp till elektronikföretaget Alba för bland annat mp3-spelare och hemmastereosystem.